# Örslösa landskommun
Örslösa landskommun var en tidigare kommun i dåvarande Skaraborgs län.

## Administrativ historik
När kommunbegreppet infördes i samband med att 1862 års kommunalförordningar trädde i kraft inrättades över hela landet cirka 2 400 landskommuner.
I Örslösa socken i Kållands härad i Västergötland inrättades denna kommun.
Vid kommunreformen 1952 bildade den storkommun tillsammans med landskommunerna Söne, Väla, Gillstad, Norra Kedum, Tådene, Tranum och Lavad.
Den 1 januari 1969 upplöstes den och området uppgick i Lidköpings stad som 1971 ombildades till Lidköpings kommun.
Kommunkoden var 1952-1968 1609.

### Kyrklig tillhörighet
I kyrkligt hänseende tillhörde kommunen Örslösa församling. Den 1 januari 1952 tillkom församlingarna Gillstad, Lavad, Norra Kedum, Söne, Tranum, Tådene och Väla.

## Geografi
Örslösa landskommun omfattade den 1 januari 1952 en areal av 131,10 km², varav 130,67 km² land.

### Tätorter i kommunen 1960
I Örslösa landskommun fanns den 1 november 1960 ingen tätort. Tätortsgraden i kommunen var då alltså 0,0 procent.

## Politik

### Mandatfördelning i valen 1942-1966
| 3 | 5 | 6 | 6 |

| 20 |

| 20 |

| 20 |

| 8 | 19 | 8 |

| 33 |

| 8 | 12 | 7 | 8 |

| 34 |

| 6 | 14 | 6 | 9 |

| 35 |

| 7 | 2 | 14 | 5 | 7 |

| 35 |

| 6 |  | 13 | 5 | 2 | 8 |

| 35 |